# Nový stav
Nový Stav je přirodní památka v rámci soustavy chráněných území Natura 2000 společně s čtyřmi ostatními rybníky (Heřmanický rybník, Lesník,  Figura, Záblatský rybník). Leží v katastru obce Rychvald jen 3 kilometry od Ostravy a má rozlohu 57 hektarů. Od roku 1994 je využíván pro účely sportovního rybolovu.